# Верхньокаришево
Верхньокари́шево (рос. Верхнекарышево, башк. Үрге Ҡарыш) — присілок у складі Балтачевського району Башкортостану, Росія. Адміністративний центр Нижньокаришевської сільської ради.
Населення — 439 осіб (2010; 523 у 2002).
Національний склад:
- башкири — 71 %
- татари — 28 %